# Draadmanakin
De draadmanakin (Pipra filicauda) is een zangvogel uit de familie Pipridae (manakins).

## Verspreiding en leefgebied
Deze soort komt voor in het noordwesten van het Amazonegebied en telt twee ondersoorten:
- P. f. subpallida: oostelijk Colombia en noordwestelijk Venezuela.
- P. f. filicauda: oostelijk Ecuador, zuidelijk Venezuela, noordoostelijk Peru en amazonisch westelijk Brazilië.

## Status
De grootte van de populatie is niet gekwantificeerd maar de soort wordt omschreven als vrij algemeen maar met een versnipperde verspreiding. Op de Rode lijst van de IUCN heeft deze soort de status niet bedreigd.